# Unteroffizierprüfung
Eine Unteroffizierprüfung müssen Unteroffizieranwärter der Bundeswehr vor Ernennung in einen der Dienstgrade der Unteroffiziere ohne Portepee ablegen. Diese setzt sich aus einem allgemeinmilitärischen und einem militärfachlichen Teil zusammen (Fachunteroffizierprüfung). 

## Ablauf
Unteroffizieranwärter haben eine Unteroffizierprüfung abzulegen, die sich aus einem allgemeinmilitärischen und einem militärfachlichen Teil zusammensetzt (Fachunteroffizierprüfung). Bestehen sie einen Teil der Prüfung nicht, können sie einmal zur Wiederholung dieses Prüfungsteils zugelassen werden. Die militärfachliche Ausbildung muss mehrere Monate dauern und in Form von Lehrgängen stattfinden. Der militärfachliche Teil der Fachunteroffizierprüfung kann durch einen verwertbaren Berufsabschluss ersetzt werden.
Die Beförderung der Unteroffizieranwärterinnen und Unteroffizieranwärter ist zu folgenden Dienstgraden und nach folgenden Dienstzeiten zulässig:
1. zum Gefreiten nach drei Monaten,
2. zum Obergefreiten nach sechs Monaten[4],
3. zum Unteroffizier nach zwölf Monaten, frühestens jedoch neun Monate nach der Ernennung zum Gefreiten.

### Deutschsprachiger Raum
Österreich 

Die Ausbildung zum Unteroffizier besteht aus drei Abschnitten und dauert insgesamt 18 Monate. Von Beginn an sammeln die Teilnehmer Berufserfahrung und erhalten nach positivem Abschluss den Dienstgrad Wachtmeister. Den Abschluss bildet das einwöchige Ausmusterungsseminar in der Akademie. Im Anschluss können die Teilnehmer als Berufs- oder Milizunteroffizier nach Vorbereitung an der Heeresunteroffiziersakademie und positiver Zertifizierungsprüfung ein WIFI-Zertifikat als „Qualifizierte Führungskraft“ erwerben.
 Schweiz 

In „einem zweijährigen Grundausbildungslehrgang (GAL) erhalten Unteroffiziere das nötige Rüstzeug, um in Rekruten- und Kaderschulen erfolgreich zu führen und auszubilden. In den Weiterausbildungslehrgängen (WAL) werden erfahrene Berufsunteroffiziere auf neue Funktionen vorbereitet.“